# ファームバンキング
ファームバンキング(firm banking)とは、銀行などの金融機関と法人顧客のコンピュータシステムとを専用回線や専用端末・ソフトウェアなどで直接接続するデータ通信のサービスのこと。
残高照会や振替・振込などのサービスを利用できるようにするエレクトロニックバンキングのひとつ。銀行に行くことなく経理事務を行え、手数料が割安になることが多い。対して、個人向けのサービスはホームバンキングと呼ばれる。現在はインターネットバンキングが主流になりつつある。